# JDAM
I Joint Direct Attack Munition (JDAM) sono sistemi in grado di trasformare bombe a caduta libera in bombe guidate. Le bombe equipaggiate con il JDAM diventano infatti armi guidate ognitempo grazie a un sistema di guida inerziale accoppiato a un ricevitore Global Positioning System (GPS), in grado di operare nel raggio di 28 km dal punto di partenza. Il nome "joint" (congiunto in inglese) deriva dal fatto che lo sviluppo del sistema di guida è stato sviluppato unitamente dalla United States Air Force e dalla United States Navy. I JDAM sono stati ideati come miglioramento rispetto alle teste di guida per le bombe a guida laser o a guida infrarossa, che possono fornire scarse prestazioni di precisione in presenza di cattivo tempo, sebbene alcuni sistemi di guida laser vengono aggiunti ai kit JDAM.
Le munizioni risultanti sono più economiche rispetto alle bombe LGB a guida laser, in quanto il kit JDAM costa circa 20 000 dollari contro i 100 000 delle LGB. Il kit JDAM consiste di una sezione montata sulla coda della bomba con superfici di controllo aerodinamico e una sezione contenente il sistema di guida inerziale e GPS.
L'acronimo JDAM è stato coniato dalla Boeing, prima sviluppatrice in assoluto di questo tipo di sistema d'arma su scala industriale, ma recentemente con questo termine si comincia ad indicare tutte quelle bombe che sfruttano lo stesso concetto, prodotte anche da altri costruttori.

## Principio di funzionamento, prestazioni e note tecniche
Come già spiegato, il JDAM è un kit aggiuntivo da installare su bombe aeree a caduta libera che consente in maniera economica di trasformarle in bombe autoguidate. Il sistema consiste essenzialmente in una nuova sezione di coda che viene installata sulla bomba a caduta libera al posto della precedente. La nuova sezione è dotata di attuatori elettromeccanici, collegati a superfici aerodinamiche di governo, e di un sistema di guida GPS e/o inerziale che comanda i suddetti attuatori. Oltre alla sezione di coda, viene installata una sorta di imbracatura metallica all'incirca al centro del corpo della bomba ("body strakes") che le conferisce stabilità aerodinamica e un minimo di portanza.
A volte, il kit include anche un paio di ali (dette "gliding wing") che si dispiegano al momento del lancio (a similitudine di quanto avviene per i missili da crociera): in questo caso si parla di un sistema JDAM-ER ("Extended Range"), in grado di coprire di norma distanze fino a 70 km.
Il concetto di funzionamento che sta alla base delle bombe JDAM, e in particolare JDAM-ER, non è nuovo e risulta già applicato da diversi decenni nella costruzione delle cosiddette "glide bomb" (bombe plananti, anche dette bombe "stand-off"), ovvero bombe dotate fin dalla nascita di un sistema di guida e di ali come l'AGM-154 JSOW (Joint Stand-Off Weapon) della Raytheon (in servizio nelle forze armate americane fin dal 1999).
Una bomba equipaggiata con un sistema JDAM consente di ottenere essenzialmente quattro benefici:
1. sostanziale innalzamento della precisione (CEP tipico < 10 m., ridotto a 30 m. in caso di indisponibilità del segnale GPS);
2. sostanziale innalzamento della portata (a seconda della velocità e dell'altezza dell'aereo da cui viene sganciata, una bomba JDAM può arrivare a colpire un obiettivo anche oltre i 28 km. di distanza[2], e addirittura finanche a 140 km di distanza per alcuni tipi di JDAM-ER come l'AGW australiana);
3. immunità pressoché totale a condizioni meteorologiche avverse e in particolare a condizioni di scarsa o nulla visibilità (pioggia, nebbia, foschia, fumo, etc.), che invece impediscono l'illuminazione dei bersagli per le bombe a guida laser o la semplice visuale da parte dei piloti per le bombe a caduta libera;
4. possibilità di utilizzare le bombe JDAM senza dover esporre l'aereo che le lancia alle difese contraeree nemiche, potendo quest'ultimo tenersi sufficientemente lontano dall'obiettivo.

Un ulteriore vantaggio delle bombe JDAM consiste nel fatto che più bombe, ognuna diretta verso un differente obiettivo, possono essere rilasciate contemporaneamente in un singolo lancio senza doversi curare di dirigerle singolarmente, cosa del tutto impossibile con bombe a caduta libera. Questa modalità di uso delle armi JDAM è detta "multiple targets on a single pass".

## Utilizzo
Il primo utilizzo operativo di bombe JDAM è stato durante l'Operazione Allied Force nei Balcani nel 1999. In seguito, bombe JDAM sono state molto utilizzate nell'Operazione Enduring Freedom (nel contesto delLa guerra in Afghanistan, 2001–2021), nell'Operazione Iraqi Freedom (2003-2011) e nell'Operazione Unified Protector dell'intervento NATO in Libia (2011). Il contesto afgano ha visto sicuramente l'utilizzo più massiccio di JDAM e JDAM-ER in assoluto.
Infine, l'uso di bombe di tipo JDAM è avvenuto nel contesto del conflitto russo-ucraino, dopo l'invasione dell'Ucraina iniziata nel 2022, da parte di aerei appartenenti sia alle forze armate ucraine (JDAM-ER fornite dagli Stati Uniti) sia a quelle della Federazione Russa. Ci sono tuttavia indicazioni che entrambe le parti abbiano sperimentato problemi nell'uso di queste armi, ovvero scarsa qualità costruttiva nel caso delle bombe russe e guida inefficace a causa di jamming del segnale GPS (generato da sistemi EW russi) nel caso delle bombe lanciate dagli ucraini.
In particolare, nel caso specifico, la Federazione Russa è ricorsa a un intensivo uso di munizioni di tipo JDAM-ER (che in russo vengono chiamate UMPK) a partire dal Marzo 2023, in ragione delle sempre più forti difficoltà di approvvigionamento di missili, dimostrando per queste armi un'efficacia paragonabile a quella di missili tattici a corto raggio unita al non trascurabile dettaglio di essere estremamente difficili da intercettare dai sistemi di difesa contraerea.

## Sviluppo

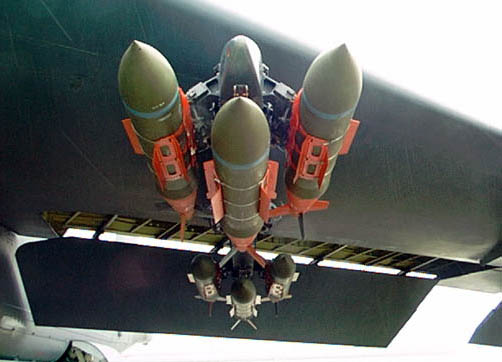
6 JDAM sotto l'ala di un B-52

La campagna aerea dell'Operazione Desert Storm mise in luce i limiti della capacità di combattimento aria-terra dell'USAF: la limitata visibilità sul campo di battaglia causata da fumo, nebbia, sabbia e copertura nuvolosa, degradava la precisione sia delle bombe guidate sia di quelle a caduta libera. Il progetto di sviluppo per il JDAM iniziò nel 1992 e nel 1997 fu consegnato il primo kit. Durante i test furono sganciate oltre 450 JDAM, ottenendo una precisione del 95% e una probabilità di errore circolare di circa 10 m.